# Nehora
Nehora (hebr.: נהורה) – moszaw położony w samorządzie regionu Lachisz, w Dystrykcie Południowym, w Izraelu.
Leży na pograniczu północno-zachodniej części pustyni Negew i Szefeli, w pobliżu miasta Kirjat Gat.

## Historia
Moszaw został założony w 1955 jako centrum administracyjne i gospodarcze dla całego regionu rolniczego.

## Gospodarka
Gospodarka moszawu opiera się na intensywnym rolnictwie i uprawach w szklarniach.